# Nebria baicalopacifica
Nebria baicalopacifica (лат.) — вид жуков-жужелиц из подсемейства плотинников. Восточная Палеарктика, бореальный вид. Россия (Прибайкалье, Дальний Восток).

## Описание
Длина тела около 1 см. Основная окраска чёрная, на голове два красноватых пятна, тело с сине-фиолетовым или бронзово-зеленоватым отблеском. От близких видов (Nebria banksi и Nebria catenulata) отличается следующими признаками: широкими промежутками нечётных промежутков надкрылий (1,73—2,00 мм); отсутствием прищитиковой щетинконосной поры. Надкрылья неодноцветные, задние крылья развиты (полнокрылые). Обитает на каменистых берегах горных рек и речек (вплоть до подгольцового пояса на высотах до 1500 м).
Вид был впервые описан в 2006 году российскими энтомологами Романом Юрьевичем Дудко (Институт систематики и экологии животных СО РАН, Новосибирск) и Виктором Георгиевичем Шиленковым (Иркутский государственный университет, Иркутск).